# Coupe de France 2018/19

CdF-Wettbewerbslogo

Der Wettbewerb um die Coupe de France in der Saison 2018/19 war die 102. Ausspielung des französischen Fußballpokals für Männermannschaften. Titelverteidiger Paris Saint-Germain FC, der im letzten Jahr das vierte Endspiel in Folge und seine zwölfte Trophee insgesamt gewonnen hatte, erreichte wiederum das Finale. Darin setzte sich allerdings Stade Rennes durch, das bei seiner siebten Endspielteilnahme zum dritten Mal nach 1965 und 1971 siegreich blieb.
Während die Dritt- und die Zweitligavereine ebenso wie elf Teilnehmer aus sieben der französischen überseeischen Gebiete bereits in den von den regionalen Untergliederungen des Landesverbands Fédération Française de Football (FFF) organisierten Qualifikationsrunden in den Wettbewerb eingreifen müssen – die Drittligisten in der 5., die beiden letztgenannten Gruppen in der 7. Runde –, beginnt für die Erstligisten – und gegebenenfalls einen unterklassigen Titelverteidiger – der Wettbewerb erst zwei Runden später mit dem Zweiunddreißigstelfinale (Beginn des Hauptwettbewerbs). Nur in dieser Runde werden die dafür qualifizierten 64 Vereine landesweit in vier regionale Lostöpfe à 16 Mannschaften aufgeteilt, worin jeweils annähernd gleich viele Teams gleicher Ligazugehörigkeit vertreten sind. Ab dem Sechzehntelfinale fällt auch diese Vorsortierung weg und der Wettbewerb wird ausschließlich nach dem klassischen Pokalmodus ausgetragen: Spielpaarungen werden ohne Setzlisten aus sämtlichen noch im Wettbewerb befindlichen Klubs ausgelost und jeweils lediglich ein Spiel ausgetragen, an dessen Ende ein Sieger feststehen muss (und sei es durch Verlängerung und Elfmeterschießen), der sich dann für die nächste Runde qualifiziert, während der Verlierer ausscheidet. Auch das Heimrecht wird für jede Begegnung durch das Los ermittelt, allerdings mit der Einschränkung, dass Klubs, die gegen eine mindestens zwei Ligastufen höher spielende Elf anzutreten haben, automatisch Heimrecht bekommen.
Die unterklassigen Vereine kämpfen zudem wiederum um den mit Geldpreisen verbundenen Titel als erfolgreichster Außenseiter. Dieser derzeit hauptsächlich von PMU gesponserte Nebenwettbewerb trägt die offizielle Bezeichnung Classement des Petits Poucets (auf Deutsch: „Däumlingswertung“). Eine Mannschaft aus den Überseegebieten hat es bei dieser Austragung in den landesweiten Hauptwettbewerb geschafft, Aiglon Lamentin von der Insel Martinique. Auch zwei Siebtligisten erreichten das Zweiunddreißigstelfinale, nämlich Olympique Strasbourg aus dem Elsass und ESC Longueau aus dem Kanton Amiens. Außerdem sind noch die drei Sechstligisten ES Viry-Châtillon, US Gravelines und FC Noisy-le-Grand vertreten. Von diesem halben Dutzend erreichten mit Viry-Châtillon und Noisy-le-Grand, beide aus dem Pariser Umland, nur zwei das Sechzehntelfinale.
Dass eine 15.000-Einwohner-Kleinstadt mit gleich zwei Amateurvereinen in der Hauptrunde vertreten ist, kommt nur höchst selten vor; zuletzt war dies Anfang 2003 mit dem FC La Vitréenne und der Amicale Sportive  aus Vitré der Fall. 2018/19 ist dies den beiden Fünftligisten Stade und Garde Saint-Ivy aus dem gleichfalls bretonischen Pontivy gelungen, die zudem mit EA Guingamp und Titelverteidiger PSG auch noch zwei attraktive Erstligisten zugelost bekamen. Während diese beiden Lokalrivalen im Zweiunddreißigstelfinale ausschieden, erreichte besagte AS Vitré sogar das Viertelfinale – als einzige Mannschaft, die nicht in L1 oder L2 spielt.

## Zweiunddreißigstelfinale
Spiele vom 4. bis 7., ein Nachholspiel am 16. Januar 2019. L1 bzw. L2 stehen für die Zugehörigkeit zur ersten und zweiten Liga, N1, N2 bzw. N3 für die drei landesweiten Amateurligen, R1 („Régional 1“) für die sechste und R2 für die siebte Ligenstufe.
Ergebnisse: n. V. = nach Verlängerung, i. E. = im Elfmeterschießen.
| - FC Toulouse (L1) – OGC Nizza (L1) 4:1 - FC Nantes (L1) – LB Châteauroux (L2) 4:1 - Stade Reims (L1) – RC Lens (L2) 2:0 - OSC Lille (L1) – FC Sochaux (L2) 1:0 - SC Amiens (L1) – FC Valenciennes (L2) 1:0 - Red Star FC (N2) – SM Caen (L1) 0:1 - SC Schiltigheim (N2) – FCO Dijon (L1) 1:3 - EA Guingamp (L1) – Stade Pontivy (N3) (a) 4:2 - FC Canet Roussillon (N3) – AS Monaco (L1) 0:1 - Bourges Foot (N3) – Olympique Lyon (L1) 0:2 - ES Viry-Châtillon (R1) – SCO Angers (L1) 1:0 - Le Puy Foot (N2) – AS Nancy (L2) 0:1 - FC Bergerac (N2) – Chamois Niort (L2) 2:1 - FC Tours (N1) – VF Les Herbiers (N2) 1:2 - Iris Club Croix (N2) – US Raon (N3) 2:0 - FC Sète (N2) – FC Limonest (N3) 1:0 | - Stade Rennes (L1) – Stade Brest (L2) 2:2 n. V., 5:4 i. E. - Grenoble Foot (L2) – Racing Strasbourg (L1) 0:1 n. V. - Girondins Bordeaux (L1) – Le Havre AC (L2) 0:1 - Entente Sannois Saint-Gratien (N1) – HSC Montpellier (L1) 1:0 - AS Lyon-Duchère (N1) – Olympique Nîmes (L1) 3:0 - ASF Andrézieux (N2) – Olympique Marseille (L1) (b) 2:0 - Garde Saint-Ivy Pontivy (N3) – Paris Saint-Germain FC (L1) (c) 0:4 - Olympique Strasbourg (R2) – AS Saint-Étienne (L1) 0:6 - FC Marignane Gignac (N1) – Clermont Foot (L2) 1:1 n. V., 3:0 i. E. - Olympique Saint-Quentin (N3) – FC Metz (L2) 1:2 n. V. - US Orléans (L2) – Aiglon Lamentin (R1 Martinique) 3:2 n. V. - FC Noisy-le-Grand (R1) – Gazélec FC Ajaccio (L2) 2:1 - SC Bastia (N3) – US Concarneau (N1) 2:2 n. V., 5:4 i. E. - US Gravelines (R1) – FC Villefranche (N1) 0:3 n. V. - FC Saint-Pryvé Saint-Hilaire (N2) – FC Aurillac Arpajon (N3) 3:1 - ESC Longueau (R2) – AS Vitré (N2) 0:0 n. V., 1:4 i. E. |

## Sechzehntelfinale
Spiele vom 22. bis 24. Januar und am 2. Februar (d) 2019.
| - SC Amiens (L1) – Olympique Lyon (L1) 0:2 - AS Saint-Étienne (L1) – FCO Dijon (L1) 3:6 - AS Nancy (L2) – EA Guingamp (L1) 1:2 n. V. - AS Monaco (L1) – FC Metz (L2) 1:3 - FC Sète (N2) – OSC Lille (L1) 0:1 - ES Viry-Châtillon (R1) – SM Caen (L1) 0:6 - AS Vitré (N2) – Le Havre AC (L2) 3:0 - FC Bergerac (N2) – US Orléans (L2) 2:3 n. V. | - FC Toulouse (L1) – Stade Reims (L1) 4:4 n. V., 4:3 i. E. - Paris Saint-Germain FC (L1) – Racing Strasbourg (L1) 2:0 - Entente Sannois Saint-Gratien (N1) – FC Nantes (L1) 0:1 - FC Saint-Pryvé Saint-Hilaire (N2) – Stade Rennes (L1) (e) 0:2 - ASF Andrézieux (N2) – AS Lyon-Duchère (N1) 1:2 - FC Marignane Gignac (N1) – Iris Club Croix (N2) 0:0 n. V., 3:4 i. E. - FC Villefranche (N1) – VF Les Herbiers (N2) 2:0 - SC Bastia (N3) – FC Noisy-le-Grand (R1) 2:1 |

## Achtelfinale
Spiele am 5. bis 7. Februar 2019.
| - Stade Rennes (L1) – OSC Lille (L1) 2:1 - FC Nantes (L1) – FC Toulouse (L1) 2:0 - Iris Club Croix (N2) – FCO Dijon (L1) 0:3 - FC Metz (L2) – US Orléans (L2) 0:1 | - EA Guingamp (L1) – Olympique Lyon (L1) 1:2 - FC Villefranche (N1) – Paris Saint-Germain FC (L1) (f) 0:3 n. V. - SC Bastia (N3) – SM Caen (L1) 2:2 n. V., 3:5 i. E. - AS Vitré (N2) – AS Lyon-Duchère (N1) 3:2 |

## Viertelfinale
Spiele am 26./27. Februar bzw. 6. März 2019.
| - Olympique Lyon (L1) – SM Caen (L1) 3:1 - AS Vitré (N2) – FC Nantes (L1) (g) 0:2 | - Paris Saint-Germain FC (L1) – FCO Dijon (L1) 3:0 - Stade Rennes (L1) – US Orléans (L2) 2:0 |

## Halbfinale
Spiele am 2./3. April 2019.
| - Olympique Lyon (L1) – Stade Rennes (L1) 2:3 | - Paris Saint-Germain FC (L1) – FC Nantes (L1) 3:0 |

## Finale
Spiel am 27. April 2019 im Stade de France
- Stade Rennes – Paris Saint-Germain FC 2:2 n. V. (2:2, 1:2), 6:5 i. E.

### Aufstellungen
Rennes: Tomáš Koubek – Hamari Traoré, Damien Da Silva, Edson Mexer, Ramy Bensebaini – Ismaïla Sarr, Benjamin André , Clément Grenier, Benjamin Bourigeaud (James Léa Siliki, 106.) – Hatem Ben Arfa, M’Baye Niang
Trainer: Julien Stéphan
Paris: Alphonse Aréola – Colin Dagba (Moussa Diaby, 106. / Christopher Nkunku, 120.), Marquinhos , Presnel Kimpembe, Juan Bernat – Ángel Di María (Leandro Paredes, 75.), Marco Verratti, Dani Alves, Julian Draxler (Edinson Cavani, 91.) – Kylian Mbappé, Neymar
Trainer: Thomas Tuchel
Schiedsrichter: Ruddy Buquet

### Tore
0:1 Alves (13.)
0:2 Neymar (22.)
1:2 Kimpembe (40., Eigentor)
2:2 Mexer (66.)
Elfmeterschießen
1:0 Niang, 1:1 Cavani
2:1 Ben Arfa, 2:2 Alves
3:2 Grenier, 3:3 Paredes
4:3 Léa Siliki, 4:4 Bernat
5:4 Bensebaini, 5:5 Neymar
6:5 Sarr, Nkunku verschießt

### Besondere Vorkommnisse
Schiedsrichter Buquet verteilte insgesamt zehn Gelbe Karten, davon sechs an Spieler aus Rennes. Außerdem stellte er kurz vor Ende der Verlängerung den noch nicht verwarnten Kylian Mbappé nach einem heftigen Foul vom Platz.

## Nachweise
1. ↑  Artikel „Eine Stadt, zwei Vereine, zwei Milieus“ vom 5. Januar 2019 in Le Monde, „Pontivy träumt im Doppelpack“ vom 4. Januar 2019 in Le Figaro, „Pontivy, eine Stadt, aber zwei Klubs im Pokal“ vom 2. Januar 2019 in Le Parisien und „Pontivy: zwei Vereine, zwei Herzen“ vom 5. Januar 2019 bei sofoot.com